# CSN3
CSN3 (англ. Casein kappa) – білок, який кодується однойменним геном, розташованим у людей на короткому плечі 4-ї хромосоми.  Довжина поліпептидного ланцюга білка становить 182 амінокислот, а молекулярна маса — 20 305.
| 10         |  | 20         |  | 30         |  | 40         |  | 50         |
| ---------- |  | ---------- |  | ---------- |  | ---------- |  | ---------- |
| MKSFLLVVNA |  | LALTLPFLAV |  | EVQNQKQPAC |  | HENDERPFYQ |  | KTAPYVPMYY |
| VPNSYPYYGT |  | NLYQRRPAIA |  | INNPYVPRTY |  | YANPAVVRPH |  | AQIPQRQYLP |
| NSHPPTVVRR |  | PNLHPSFIAI |  | PPKKIQDKII |  | IPTINTIATV |  | EPTPAPATEP |
| TVDSVVTPEA |  | FSESIITSTP |  | ETTTVAVTPP |  | TA         |  |            |

A: Аланін

C: Цистеїн

D: Аспарагінова кислота

E: Глутамінова кислота

F: Фенілаланін

G: Гліцин

H: Гістидин

I: Ізолейцин

K: Лізин

L: Лейцин

M: Метіонін

N: Аспарагін

P: Пролін

Q: Глутамін

R: Аргінін

S: Серин

T: Треонін

V: Валін

Кодований геном білок за функцією належить до фосфопротеїнів. 
Задіяний у такому біологічному процесі як поліморфізм. 
Секретований назовні.